# San Benito (ort i Argentina)
San Benito är en ort i Argentina.   Den ligger i provinsen Entre Ríos, i den centrala delen av landet, 400 km nordväst om huvudstaden Buenos Aires. San Benito ligger 61 meter över havet och antalet invånare är 6 771.
Terrängen runt San Benito är platt. Runt San Benito är det ganska tätbefolkat, med 67 invånare per kvadratkilometer.. Närmaste större samhälle är Paraná, 9,7 km nordväst om San Benito. 
Trakten runt San Benito består till största delen av jordbruksmark.